# Picabaies olivaci
El picabaies olivaci (Melanocharis arfakiana) és una espècie d'ocell de la família dels melanocarítids (Melanocharitidae).

## Hàbitat i distribució
Habita els boscos de les muntanyes del sud-est de Nova Guinea.